# Є Хуаньмін
Є Хуаньмін (6 серпня 1965) — китайський важкоатлет.
Бронзовий призер Олімпійських Ігор 1988 року в категорії до 60 кг.